# 新特羅伊茨凱 (沃爾諾瓦哈區)
新特羅伊茨凱（烏克蘭語：Новотроїцьке），又按俄语名译为新特罗伊茨科耶（俄语：Новотроицкое），是烏克蘭東部頓涅茨克州沃爾諾瓦哈區奥利亨卡市镇内的市級鎮。處於蘇哈沃爾諾瓦哈河畔，距離沃爾諾瓦哈21公里，始建於1824年，海拔高度186米，2011年人口7,093。